# Devise
Devise – miejscowość i gmina we Francji, w regionie Hauts-de-France, w departamencie Somma.
Według danych na rok 2011 gminę zamieszkiwało 51 osób, a gęstość zaludnienia wynosiła 18 osób/km² (wśród 2293 gmin Pikardii Devise plasuje się na 928. miejscu pod względem liczby ludności, natomiast pod względem powierzchni na miejscu 1076.).